# Davidrentzia valida
Davidrentzia valida är en insektsart som beskrevs av Brock och Jack W. Hasenpusch 2007. Davidrentzia valida ingår i släktet Davidrentzia och familjen Phasmatidae. Inga underarter finns listade i Catalogue of Life.